# Fernand Secheer
Fernand Secheer, né le 24 janvier 1908 à Biaudos (Landes) et mort le 17 mars 1988 à Bayonne (Pyrénées-Atlantiques), est un homme politique français.

## Détail des fonctions et des mandats

### Mandat parlementaire
- 28 octobre 1965 - 2 avril 1967 : Député de la 2e circonscription des Landes